# Ilopango (jezioro)
Ilopango (hiszp. Lago de Ilopango) – jezioro pochodzenia wulkanicznego, położone w środkowej części Salwadoru, kilkanaście kilometrów na wschód od stolicy kraju San Salvadoru. Położone jest na granicy trzech departamentów: San Salvador, La Paz i Cuscatlán. Jest to największe jezioro tego kraju (inne większe jeziora to Guija i Coatepeque). Zajmuje powierzchnię 72 km². Ma 15 km długości i 8 km szerokości. Położone jest na wysokości 442 m n.p.m.

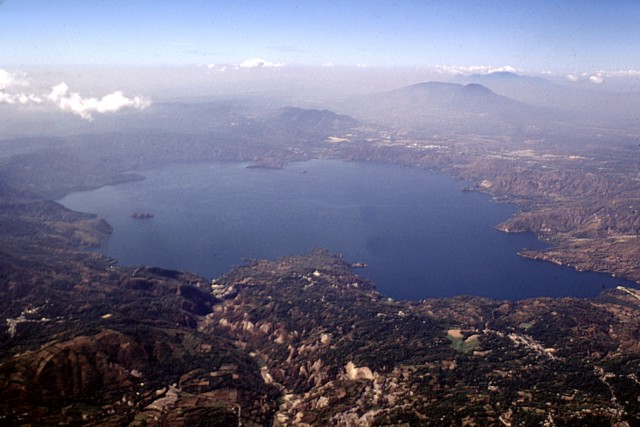
Widok ogólny

Jezioro wypełnia większą część rozległej kaldery, która powstała w wyniku gwałtownej erupcji prawdopodobnie w V wieku n.e (tzw. erupcja Terra Blanca Joven) Niektóre źródła, jako okres wybuchu, podają lata 250–260 n.e., uznawane również za granicę między okresem preklasycznym i klasycznym prekolumbijskiej historii Salwadoru. Brzegi powstałej wówczas kaldery wznoszą się na wysokość 150–500 m nad jej dnem. Opad materiału piroklastycznego przyczynił się prawdopodobnie do zniszczenia miast wczesnej cywilizacji Majów. Po tej erupcji dochodziło do jedynie niewielkich wybuchów, których pozostałością są liczne kopuły wulkaniczne. Ostatnie erupcja, jedyna w czasach historycznych, miała miejsce w latach 1879–1880. Powstał wówczas grupa niewielkich wysp Cerros Quemados. Obniżył się wówczas poziom wód jeziora, które zaczęły odpływać rzeką Jibao. W 1928 odpływ zmniejszył się, a podnoszące się wody jeziora zniszczyły nadbrzeżne domostwa.
Miejscowości na zachodnim brzegu jezioro (m.in. miasto Ilopango) to ważne ośrodki turystyczne, zwłaszcza sportów wodnych, dla wielu mieszkańców aglomeracji stołecznej.